# Joshi kōsei no mudazukai
Joshi kōsei no mudazukai (女子高生の無駄づかい? lett. "I giorni sprecati delle liceali") è un manga scritto e disegnato da Bino e serializzato online attraverso i siti Niconico Seiga, Comic Newtype e Pixiv Comic dal 22 novembre 2014. I capitoli sono stati raccolti in tredici volumi tankōbon da Kadokawa Shoten. Una serie televisiva anime prodotta dallo studio Passione è stata trasmessa dal 5 luglio al 20 settembre 2019.

## Personaggi
Nozomu Tanaka (田中望?, Tanaka Nozomu)
Doppiata da Chinatsu Akasaki
Akane Kikuchi (菊池茜?, Kikuchi Akane)
Doppiata da Haruka Tomatsu
Shiori Saginomiya (鷺宮しおり?, Saginomiya Shiori)
Doppiata da Aki Toyosaki
Saku Momoi (百井咲久?, Momoi Saku)
Doppiata da Maria Naganawa
Minami Yamamoto (山本美波?, Yamamoto Minami)
Doppiata da Miyu Tomita
Kanade Ninomae (一奏?, Ninomae Kanade)
Doppiata da Rie Takahashi
Hisui Kujō (久条 翡翠?, Kujō Hisui)
Doppiata da M.A.O
Lily Someya (染谷 リリィ?, Someya Rirī)
Doppiata da Satomi Satō
Masataka Sawatari (佐渡 正敬?, Sawatari Masataka)
Doppiato da Kazuyuki Okitsu

## Media

### Manga
Il manga, scritto e disegnato da Bino, viene serializzato online dal 24 novembre 2014 attraverso i siti Niconico Seiga, Comic Newtype e Pixiv Comic. I capitoli vengono raccolti in volumi tankōbon dal 9 aprile 2016; al 9 novembre 2024 i volumi totali ammontano a 13.
| Nº | Data di prima pubblicazione | Data di prima pubblicazione | Data di prima pubblicazione |
| Nº | Giapponese                  | Giapponese                  |                             |
| -- | --------------------------- | --------------------------- | --------------------------- |
| 1  | 9 aprile 2016               | ISBN 978-4-04-104171-0      |                             |
| 2  | 10 novembre 2016            | ISBN 978-4-04-105027-9      |                             |
| 3  | 10 maggio 2017              | ISBN 978-4-04-105634-9      |                             |
| 4  | 10 novembre 2018            | ISBN 978-4-04-107275-2      |                             |
| 5  | 4 luglio 2019               | ISBN 978-4-04-108217-1      |                             |
| 6  | 4 luglio 2019               | ISBN 978-4-04-108218-8      |                             |
| 7  | 10 gennaio 2020             | ISBN 978-4-04-108925-5      |                             |
| 8  | 10 settembre 2020           | ISBN 978-4-04-109726-7      |                             |
| 9  | 10 giugno 2021              | ISBN 978-4-04-111183-3      |                             |
| 10 | 9 dicembre 2022             | ISBN 978-4-04-113150-3      |                             |
| 11 | 10 ottobre 2023             | ISBN 978-4-04-114211-0      |                             |
| 12 | 8 marzo 2024                | ISBN 978-4-04-114756-6      |                             |
| 13 | 9 novembre 2024             | ISBN 978-4-04-115720-6      |                             |

### Anime
La produzione di una serie televisiva anime ispirata al manga è stata annunciata il 1º novembre 2018. La serie è animata dallo studio Passione e diretta da Hijiri Sanpei, con Takeo Takahashi in qualità di capo regista, Masahiro Yokotani alla composizione serie e Sachiko Yasuda alla delineazione del design dei personaggi. Tomoki Kikuya ha invece composto la colonna sonora. L'anime è stato trasmesso dal 5 luglio al 20 settembre 2019 su AT-X, Tokyo MX, TV Aichi, KBS, SUN e BS11. Le doppiatrici Chinatsu Akasaki, Haruka Tomatsu e Aki Toyosaki interpretano sia la sigla di apertura Wa! Moon! dass! cry!, che quella di chiusura Seishun no reverb.
| Nº | Titolo italiano (traduzione letterale) Giapponese 「Kanji」 - Rōmaji | In onda           | In onda |
| Nº | Titolo italiano (traduzione letterale) Giapponese 「Kanji」 - Rōmaji | Giapponese        |         |
| 1  | Sorprendente 「すごい」 - Sugoi                                      | 5 luglio 2019     |         |
| 2  | Manga 「まんが」 - Manga                                             | 12 luglio 2019    |         |
| 3  | Oggetto dimenticato 「わすれもの」 - Wasuremono                      | 19 luglio 2019    |         |
| 4  | Hajime 「まじめ」 - Majime                                           | 26 luglio 2019    |         |
| 5  | Lily 「りりぃ」 - Rirī                                               | 2 agosto 2019     |         |
| 6  | Majo 「まじょ」 - Majo                                               | 9 agosto 2019     |         |
| 7  | Yamai 「やまい」 - Yamai                                             | 16 agosto 2019    |         |
| 8  | Acquisto di costumi da bagno 「みずぎかい」 - Mizugikai              | 23 agosto 2019    |         |
| 9  | Moda 「おしゃれ」 - Oshare                                           | 30 agosto 2019    |         |
| 10 | Robo 「ろぼ」 - Robo                                                 | 6 settembre 2019  |         |
| 11 | Sogno 「ゆめ」 - Yume                                                | 13 settembre 2019 |         |
| 12 | Amiche 「なかま」 - Nakama                                           | 20 settembre 2019 |         |

## Accoglienza
Gadget Tsūshin ha elencato sia "donna interessante", una frase detta nel primo episodio, sia Yamai nella loro lista di parole d'ordine degli anime del 2019.